# Воронино-Лахны
Воронино-Лахны или Воронино (Лахны) — озёрный комплекс в Ивановской волости Невельского района Псковской области, в 6 км к северо-востоку от центра города Невель.
Площадь — 1,3 км² (130 га). Максимальная глубина — 5,6 м, средняя глубина — 3,1 м.
Состоит из трёх плесов (озёр): на юге — Ивановское, на северо-западе — Козловское и на востоке — Воронинское озёра, первое из которых соединено протоками-проливами с двумя остальными.
На берегах озёрного комплекса расположены деревни: Иваново (на южном побережье Ивановского и Воронинского озёрах, включая бывшую деревню Воронино в составе современной деревни Иваново на её востоке), Лахны (на западном берегу Козловского озера), Козлово (на востоке Козловского озера).
Проточное. Относится к бассейну реки Балаздынь, притока реки Ловать.
Тип озера плотвично-окуневый. Массовые виды рыб: щука, окунь, плотва, щиповка, карась и, возможно, карп.
Для озера характерны песчано-илистое дно.